# Burning Fight
Burning Fight (バーニングファイト, en japonais) est un jeu vidéo du type Beat them all développé et édité par SNK en 1991 sur Neo-Geo MVS, Neo-Geo AES et en 1994 sur Neo-Geo CD (NGM / NGH 018),,.

## Réédition
- Console virtuelle (Japon, Amérique du Nord, Europe)